# Окаймлённый плавунец
Окаймлённый плавунец (лат. Dytiscus marginalis) — вид плавунцов семейства жуки-плавунцы.

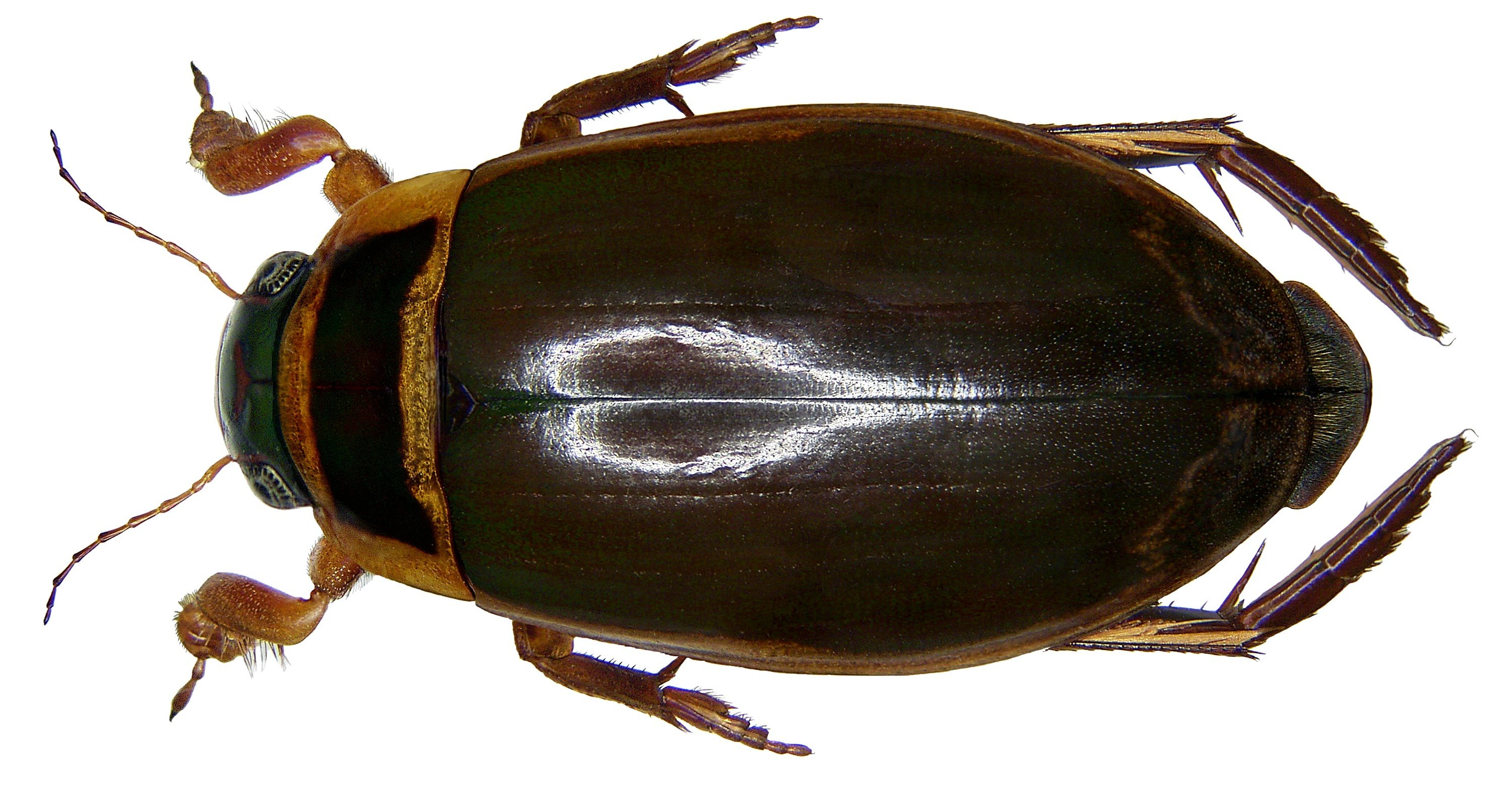
Самец

Встречается по всей Европе вплоть до Азии в любого вида водоёмах со стоячей водой или слабым течением, где много мелких водяных насекомых, рыбёшек и лягушек. Как у всех живущих в воде видов, их туловище имеет вытянутую форму, позволяющую легко передвигаться в воде. Окраска — от тёмно-коричневой до чёрной, лапки — жёлтые с широкой оранжево-желтой окантовкой по всему туловищу и голове. Самцы мельче самок, и их можно отличить по гладким надкрыльям, называемым элитрами. И у самца, и у самки большие широкие плоские головы, сильные передние лапки и острые мощные мандибулы для разрезания добычи. Также плавунцы умеют хорошо летать, но проделывают это редко, в основном тогда, когда условия их жизни в прежнем водоёме становятся неблагоприятными и возникает необходимость перебраться в другой водоём.
Размер: 27—35 мм.

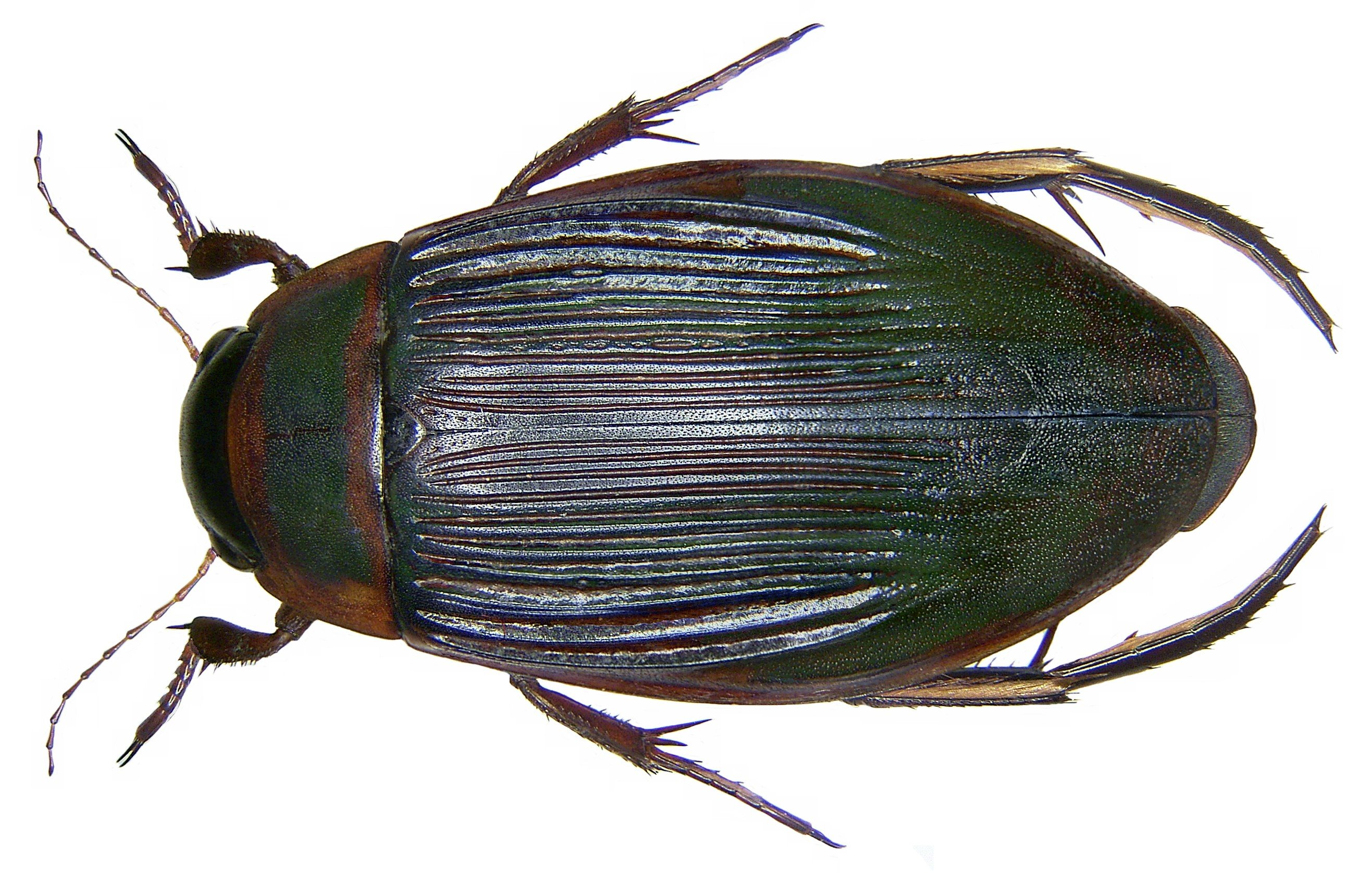
Самка

Имеется более крупный подвид (31—37 мм), встречающийся на Дальнем Востоке.

## Окаймлённый плавунец в русской литературе
Окаймлённый плавунец упоминается в шестой главе романа Ивана Тургенева «Отцы и дети»:
«— Да, стану я их баловать, этих уездных аристократов! Ведь это все самолюбивые, львиные привычки, фатство. Ну, продолжал бы свое поприще в Петербурге, коли уж такой у него склад… А впрочем, Бог с ним совсем! Я нашел довольно редкий экземпляр водяного жука, Dytiscus marginatus, знаешь? Я тебе его покажу».
На этот фрагмент обращает внимание Владимир Набоков в своих лекциях по русской литературе, подчёркивая распространенность плавунца:
«Отправляясь на ловлю лягушек, Базаров находит редкий, как он и Тургенев считают, экземпляр жука. Правильнее было бы сказать, вид, а не экземпляр, и этот водяной жук вовсе не редкий. Только невежда в биологии мог перепутать вид с экземпляром. Вообще, тургеневские описания базаровской коллекции довольно слабые».